# Lykeion
Lykeion (von altgriechisch Λύκειον Lýkeion; lateinisch Lyceum, deutsch auch Lyzeum geschrieben) war in der Antike ein dem Apollon Lykeios geweihter Hain neben dem Gymnasion bei Athen. Der Begriff Lyzeum bezeichnet eine Reihe von Bildungseinrichtungen. Der genaue Standort wurde zufällig bei Bauarbeiten entdeckt und befindet sich östlich der Akropolis in der Nähe des Museums für kykladische Kunst. Es sind nur noch geringe bauliche Reste erhalten.

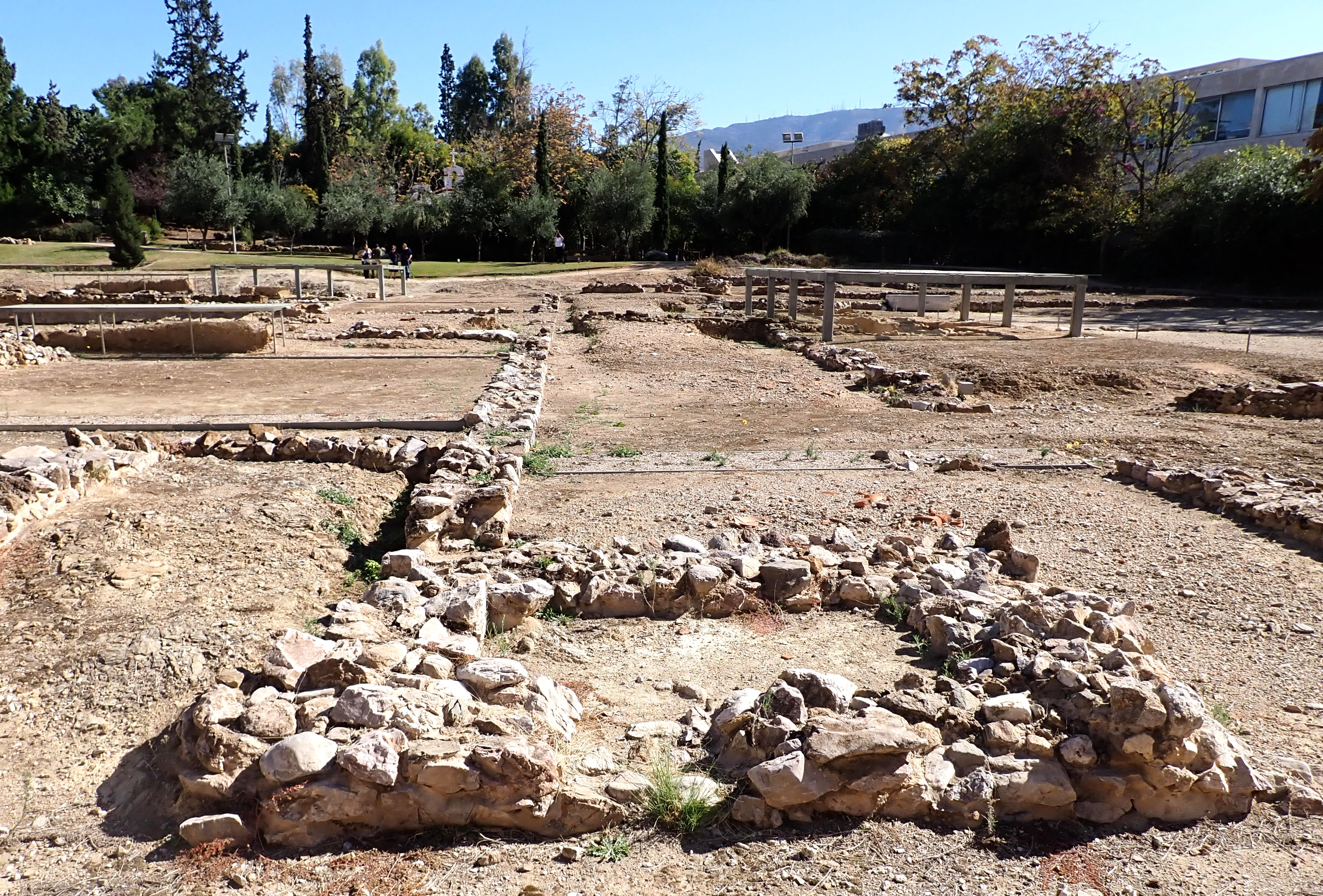
Mauerreste westlicher Teil des Lykeions in Athen

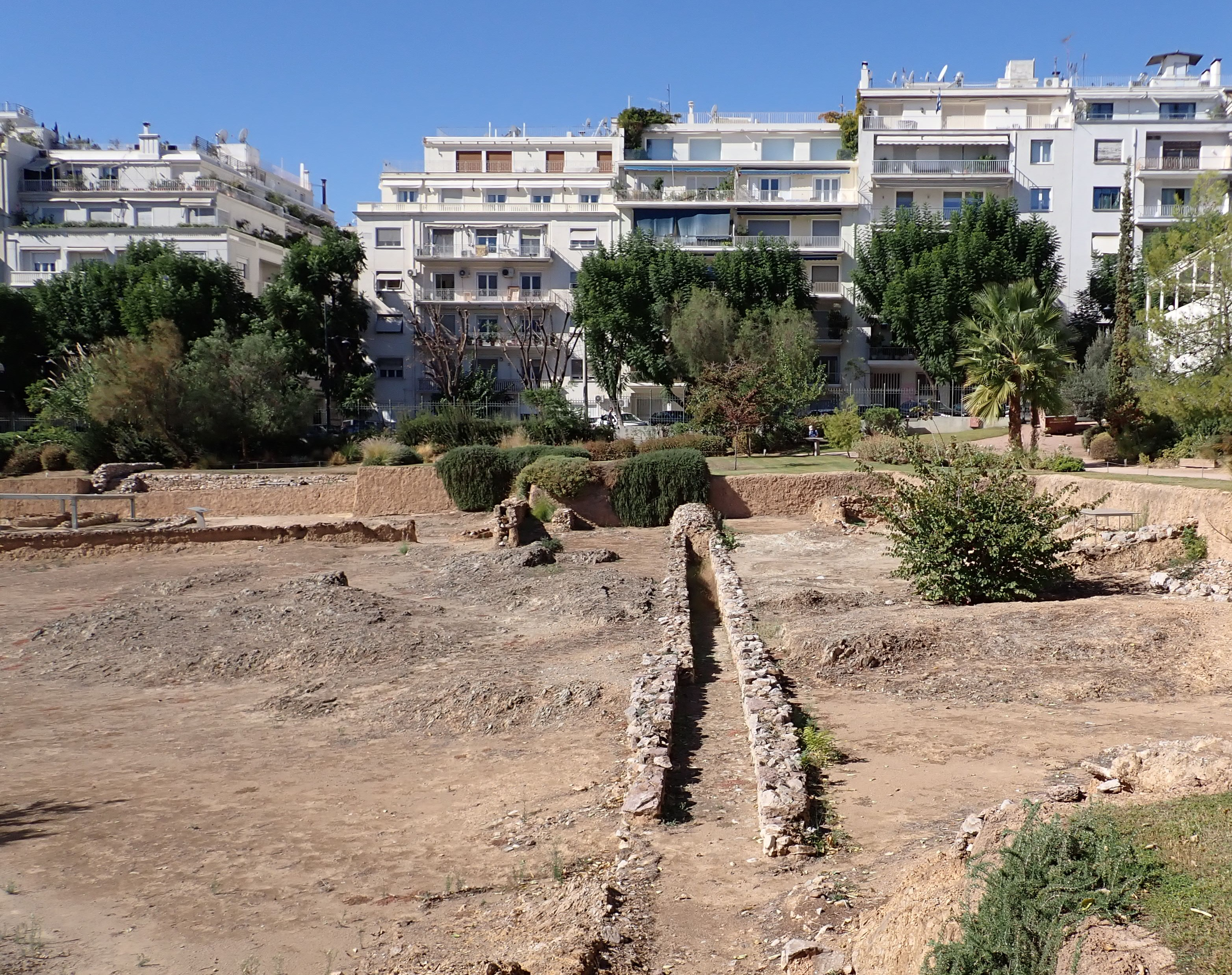
Reste einer Wasserleitung im nördlichen Teil des Lykeions in Athen

In altgriechischer Zeit war das Gymnasion ein Ort der Muße (altgriechisch σχολή scholē „Muße, freie Zeit, Nichtstun“, wovon sich das Wort „Schule“ herleitet) für körperliche und geistige Übungen. Besonders wurden dort die Epheben, griechische Jünglinge, die das 18. Lebensjahr erreicht hatten, unterrichtet.
Nach dem Peripatos („Wandelhalle“) auf dem Gelände des Lykeion, wo neben anderen auch Aristoteles und Theophrast lehrten, soll die Schule des Aristoteles benannt worden sein. Das Lykeion hat seinen Namen von den Wolfskopf-Skulpturen, mit denen das Lykeion geschmückt war (altgriechisch λύκος lýkos „Wolf“).

## Das heutige griechische Lykio
Im griechischen Schulsystem folgt das Lykio (neugriechisch Λύκειο Lýkio) dem Gymnasio und bildet für die Jahrgangsstufen 10 bis 12 die auf das Studium vorbereitende Oberschule. Am Ende des Lykio steht die Teilnahme an den panhellenischen (gesamtgriechischen) Prüfungen, die Voraussetzungen für einen Universitätszugang sind. Vor den Prüfungen muss ein Bogen ausgefüllt werden, in dem man mit Prioritäten die gewünschten Universitäten auswählen muss. Erreicht der Kandidat die erforderlichen Mindestpunkte für seine erste Priorität nicht, so wird geprüft, ob die Punkte für die darauf folgenden Prioritäten ausreichen. Im Fall eines Scheiterns können die Prüfungen im nächsten Jahr wiederholt werden.